# Dave Jansen
David Hendrik Jansen (Portland, 21 de agosto de 1979) é um lutador americano de artes marciais mistas que atualmente compete no Peso Leve do Bellator MMA. Competidor profissional desde 2007, Jansen também já lutou em eventos como WEC e M-1 Global.

## Background
Nascido e crescido em Portland, Oregon, Jansen competiu no wrestling do ensino médio. Jansen venceu um campeonato estadual em 1997, e também ficou em terceiro em dois. Jansen recebeu uma bolsa escolar para continuar no wrestling na Universidade do Oregon, mas ficou apenas dois anos da faculdade. Jansen depois entrou para a Team Quest e fez a transição ao MMA.

## Carreira no MMA

### Começo da carreira
Jansen manteve um recorde amador invicto de 6-0 antes de fazer sua estréia profissional em Setembro de 2007, acumulando um recorde profissional de 12-0 com três aparições pelo M-1 Global antes de assinar com o WEC.

### World Extreme Cagefighting
Jansen derrotou Richard Crunkilton por decisão unânime em sua estréia no WEC no WEC 43 em 10 de Outubro de 2009.
Jansen sofreu sua primeira derrota profissional contra Kamal Shalorus em 10 de Janeiro de 2010 no WEC 46.
Jansen em seguida enfrentou Ricardo Lamas em 18 de Agosto de 2010 no WEC 50. Ele perdeu a luta por decisão unânime.
Após derrotas consecutivas no WEC, Jansen foi demitido pela promoção.

### Bellator MMA
Jansen fez sua estréia no Bellator no Bellator 39, derrotando Scott McAfee por finalização no primeiro round.
Jansen em seguida derrotou Ashkan Morvari por finalização com um mata leão no segundo round no Bellator 57.
Jansen venceu sua terceira luta seguida no Bellator quando ele derrotou Jacob Kirwan por decisão unânime no Bellator 62.
Jansen enfrentou Magomed Saadulaev nas quartas de final do Torneio de Leves do Bellator em 19 de Outubro de 2012 no Bellator 77. Ele venceu a luta por finalização no terceiro round. Ele enfrentou Ricardo Tirloni na semifinal em 16 de Novembro de 2012 no Bellator 81. Jansen venceu por decisão dividida para avançar a final do torneio.
Jansen era esperado para enfrentar Marcin Held pela Final do Torneio da Sétima Temporada no Bellator 84, mas Held não foi permitido a lutar no Horseshoe casino, em Hammond, Indiana onde aconteceria o evento, porque ele tinha apenas 20 anos, e a luta foi mudada para acontecer durante a Bellator MMA: Oitava Temporada.
A luta com Held foi remarcada para 7 de Março de 2013 no Bellator 92. Jansen venceu a luta por decisão unânime para ganhar a chance de lutar pelo título.
Jansen era esperado para enfrentar o campeão Michael Chandler pelo título no Bellator 96 em 19 de Junho de 2013. Porém, em 2 de Junho, foi anunciado que Jansen teve que se retirar da luta com uma lesão.
Após um tempo longe do cage do Bellator, Jansen retornou contra Rick Hawn em 24 de Outubro de 2014 no Bellator 130. Ele venceu a luta por decisão unânime.
Jansen enfim ganhou sua chance de disputar o cinturão contra o campeão Will Brooks, e aconteceu em 10 de Abril de 2015 no Bellator 136. Ele foi derrotado por decisão unânime.

## Vida pessoal
Em 2007, o pai de Jansen morreu em um acidente de carro.

## Títulos
- Bellator MMA
  - Vencedor do Torneio de Leves da 7ª Temporada do Bellator

## Cartel no MMA
| Cartel no MMA   |             |            |
| 23 lutas        | 20 vitórias | 3 derrotas |
| Por nocaute     | 1           | 0          |
| Por finalização | 10          | 0          |
| Por decisão     | 9           | 3          |

| Res.    | Cartel | Oponente           | Método                       | Evento                              | Data       | Round | Tempo | Local                     | Notas                                                 |
| ------- | ------ | ------------------ | ---------------------------- | ----------------------------------- | ---------- | ----- | ----- | ------------------------- | ----------------------------------------------------- |
| Derrota | 20-3   | Will Brooks        | Decisão (unânime)            | Bellator 136                        | 10/04/2015 | 5     | 5:00  | Irvine, California        | Pelo Cinturão Peso Leve do Bellator.                  |
| Vitória | 20–2   | Rick Hawn          | Decisão (unânime)            | Bellator 130                        | 24/10/2014 | 3     | 5:00  | Mulvane, Kansas           |                                                       |
| Vitória | 19–2   | Marcin Held        | Decisão (unânime)            | Bellator 93                         | 21/03/2013 | 3     | 5:00  | Lewiston, Maine           | Final do Torneio de Leves da 7ª Temporada.            |
| Vitória | 18–2   | Ricardo Tirloni    | Decisão (dividida)           | Bellator 81                         | 16/11/2012 | 3     | 5:00  | Kingston, Rhode Island    | Semifinal do Torneio de Leves da 7ª Temporada.        |
| Vitória | 17–2   | Magomed Saadulaev  | Finalização (guilhotina)     | Bellator 77                         | 19/10/2012 | 3     | 0:41  | Reading, Pennsylvania     | Quartas de Final do Torneio de Leves da 7ª Temporada. |
| Vitória | 16–2   | Jacob Kirwan       | Decisão (unânime)            | Bellator 62                         | 23/03/2012 | 3     | 5:00  | Laredo, Texas             |                                                       |
| Vitória | 15–2   | Ashkan Morvari     | Finalização (mata leão)      | Bellator 57                         | 12/11/2011 | 2     | 2:47  | Rama, Ontario             |                                                       |
| Vitória | 14–2   | Scott McAfee       | Finalização (d'arce choke)   | Bellator 39                         | 02/04/2011 | 1     | 4:58  | Uncasville, Connecticut   |                                                       |
| Derrota | 13–2   | Ricardo Lamas      | Decisão (unânime)            | WEC 50                              | 18/08/2010 | 3     | 5:00  | Las Vegas, Nevada         |                                                       |
| Derrota | 13–1   | Kamal Shalorus     | Decisão (unânime)            | WEC 46                              | 10/01/2010 | 3     | 5:00  | Sacramento, California    |                                                       |
| Vitória | 13–0   | Richard Crunkilton | Decisão (unânime)            | WEC 43                              | 10/10/2009 | 3     | 5:00  | San Antonio, Texas        |                                                       |
| Vitória | 12–0   | Amirkhan Mazihov   | Finalização (guilhotina)     | M-1 Challenge 17                    | 04/07/2009 | 1     | 0:22  | Seoul                     |                                                       |
| Vitória | 11–0   | Yui Chul Nam       | Decisão (unânime)            | M-1 Challenge 14                    | 29/04/2009 | 2     | 5:00  | Tóquio                    |                                                       |
| Vitória | 10–0   | Flavio Alvaro      | Decisão (unânime)            | M-1 Challenge 12                    | 21/02/2009 | 2     | 5:00  | Tacoma, Washington        |                                                       |
| Vitória | 9–0    | Matt Lee           | Finalização (anaconda choke) | WCA: Pure Combat                    | 06/02/2009 | 1     | 3:00  | Atlantic City, New Jersey |                                                       |
| Vitória | 8–0    | Corey Mahon        | Finalização (mata leão)      | DCP: Battle at the Nation's Capital | 13/12/2008 | 1     | 0:52  | Washington, D.C.          |                                                       |
| Vitória | 7–0    | Sterling Ford      | Decisão (unânime)            | Sportfight 24: Domination           | 19/09/2008 | 3     | 5:00  | Portland, Oregon          |                                                       |
| Vitória | 6–0    | Bobby Corpuz       | Finalização (mata leão)      | Elite Warriors Championships        | 02/08/2006 | 2     | 2:38  | Salem, Oregon             |                                                       |
| Vitória | 5–0    | Dennis Davis       | Decisão (unânime)            | Banner Promotions: Night of Combat  | 20/06/2008 | 3     | 5:00  | Las Vegas, Nevada         |                                                       |
| Vitória | 4–0    | Tommy Truex        | TKO (socos)                  | SportFight22: Re-Awakening          | 18/04/2008 | 1     | 1:38  | Portland, Oregon          |                                                       |
| Vitória | 3–0    | Jeremy Burnnett    | Finalização (anaconda choke) | Sport Fight 21: Seasons Beatings    | 22/12/2007 | 1     | 0:41  | Portland, Oregon          |                                                       |
| Vitória | 2–0    | Dennis Parks       | Finalização (guilhotina)     | SF 20: Homecoming                   | 27/10/2007 | 1     | N/A   | Portland, Oregon          |                                                       |
| Vitória | 1–0    | Alejandro Alvarez  | Finalização (anaconda choke) | FCFF: Rumble at the Roseland 30     | 22/09/2007 | 1     | 2:42  | Portland, Oregon          |                                                       |